# Spettekaka
Spettekaka (svensk) eller Spiddekage (dansk) Spiddekauga (skånsk) er en kage fra Skåne lavet af friske æg, kartoffelmel og sukker. Kagen er meget tør. Den serveres med is, flødeskum og friske bær. Oprindelsen til denne tårnlignende specialitet kan spores til 1500-tallets Tyskland. 
Kagen er anerkendt som en regional specialitet af EU.